# Спилберг (фильм)
«Спилберг» (англ. Spielberg) — американский документальный фильм 2017 года, посвящённый жизни и творчеству кинорежиссёра Стивена Спилберга. Номинант на прайм-таймовую премию «Эмми» за лучший документальный фильм.
В основе сюжета — многочисленные интервью с самим Спилбергом, его коллегами по киноиндустрии и членами семьи.

## Появления
- Стивен Спилберг
- Дж. Дж. Абрамс
- Леа Адлер, мать Спилберга (хроника)
- Боб Балабан
- Кристиан Бейл
- Эрик Бана
- Дрю Бэрримор
- Кейт Бланшетт
- Стивен Бочко
- Джеймс Бролин
- Билл Батлер
- Рик Картер
- Фрэнсис Форд Коппола
- Питер Койот
- Дэниел Крейг
- Том Круз
- Дэниэл Дэй-Льюис
- Брайан Де Пальма
- Лаура Дерн
- Леонардо ДиКаприо
- Ричард Дрейфус
- Дэвид Эдельштейн
- Роджер Эрнест
- Салли Филд
- Рэйф Файнс
- Харрисон Форд
- Дэвид Геффен
- Джефф Голдблюм
- Дорис Кернс Гудвин
- Том Хэнкс
- Дж. Хоберман
- Дастин Хоффман
- Норман Хауэлл
- Холли Хантер
- Аннетт Инсдорф
- Джоанна Джонстон
- Майкл Кан
- Януш Камински
- Лоуренс Кэздан
- Джеффри Катценберг
- Бен Кингсли
- Кэтлин Кеннеди
- Дэвид Кепп
- Тони Кушнер
- Джордж Лукас
- Лори Макдональд
- Фрэнк Маршалл
- Джанет Маслин
- Мелисса Мэтисон (хроника)
- Тодд Маккарти
- Рональд Мейер
- Деннис Мьюрен
- Лиам Нисон
- Уолтер Паркс
- Майкл Филлипс
- Мартин Скорсезе
- Энтони Скотт
- Сид Шейнберг
- Адам Сомнер
- Энн Спилберг
- Арнольд Спилберг
- Нэнси Спилберг
- Сью Спилберг
- Том Стоппард
- Джон Уильямс
- Опра Уинфри
- Роберт Земекис
- Вилмош Жигмонд (хроника)
- Голди Хоун (хроника)
- Саша Спилберг
- Джоан Кроуфорд (хроника)

Также были проведены интервью с Карен Аллен, Бенедиктом Камбербэтчем, Энтони Хопкинсом и Джудом Лоу, но они не вошли в финальный вариант фильма.